# Maladie des membranes hyalines
 (août 2010).
Si vous disposez d'ouvrages ou d'articles de référence ou si vous connaissez des sites web de qualité traitant du thème abordé ici, merci de compléter l'article en donnant les références utiles à sa vérifiabilité et en les liant à la section « Notes et références ».
 Mise en garde médicale
La maladie des membranes hyalines (MMH) est une des causes principales de détresse respiratoire du nouveau-né. Elle est liée à une immaturité pulmonaire avec défaut en surfactant pulmonaire et affecte préférentiellement le nouveau-né prématuré. Elle est responsable d'un tableau de détresse respiratoire nécessitant une oxygénothérapie et le plus souvent des mesures d'assistance respiratoire. Son apparition peut être prévenue (ou son évolution écourtée) par l'administration de corticostéroïdes qui aident à la maturation pulmonaire. 

## Le syndrome de détresse respiratoire idiopathique ou maladie des membranes hyalines
Le syndrome de détresse respiratoire (SDR) idiopathique est une des formes courantes de maladie respiratoire sévère chez le nouveau-né. Il est synonyme du terme de maladie des membranes hyalines (MMH) qui correspond à une définition plus anatomopathologique. Historiquement, à l'autopsie des nouveau-nés, les poumons présentaient un œdème hémorragique, des atélectasies (collapsus des alvéoles) en bandes, et des membranes hyalines formées par un liquide contenant des protéines, notamment de la fibrine, et des débris cellulaires à l'intérieur des alvéoles. Il est dû à une carence en surfactant pulmonaire intéressant tant sa quantité que sa composition biochimique. La cause la plus fréquente est la prématurité. Certaines pathologies qui retardent le développement pulmonaire fœtal, comme l'hyperinsulinisme fœtal dans le cas d'un diabète maternel, peuvent aussi en être à l'origine. En raison des propriétés tensioactives du surfactant, sa carence est à l'origine d'un collapsus des alvéoles et donc d'une altération des échanges gazeux. Cela se traduit par des signes de détresse respiratoire : signes de lutte (cotés par le score de Silverman), apnées, cyanose. Le syndrome s'installe au cours des premières heures qui suivent la naissance. 

### Traitement
Cette affection peut être en partie prévenue par l'administration préventive d'une cure courte de corticoïdes à la maman en cas de menace d'accouchement prématuré (MAP) avant 34 semaines d'aménorrhée. Les corticoïdes accélèrent la maturation pulmonaire et la synthèse de tous les constituants du surfactant.
Le traitement du SDR-MMH est symptomatique. La ventilation mécanique et l'administration de surfactant exogène par la sonde d'intubation constituent le traitement principal du SDR. Le pronostic du SDR dépend de la gravité des lésions et de la précocité du traitement. Néanmoins avec l'introduction du traitement au surfactant ses dernières années le taux d'intubation a pu être considérablement réduit et pronostic c'est beaucoup améliorer. L'évolution est généralement favorable même si le pronostic peut être moins bon en cas de grande prématurité ou de complication mécanique telle qu'un pneumothorax. Une complication chronique fréquente est la dysplasie bronchopulmonaire (voir enfant prématuré).